# Uden en trævl
Uden en trævl er en dansk erotisk film fra 1968, instrueret af Annelise Meineche, baseret på Jens Bjørneboes roman Uten en tråd.

## Medvirkende
- Anne Grete Nissen
- Ib Mossin
- Niels Borksand
- John Martinus
- Søren Strømberg
- Bjørn Spiro